# Stazione di Düsseldorf Centrale
La stazione di Düsseldorf Centrale (in tedesco Düsseldorf Hbf) è la principale stazione ferroviaria della città tedesca di Düsseldorf. È nella corrispondenza con parecchie linee di trasporto urbano (metropolitana leggera e tram). Con 250.000 di viaggiatori al giorno, è la stazione più trafficata della Renania Settentrionale-Vestfalia.

## Movimento

### Trasporto regionale e S-Bahn
La stazione è servita dalle linee RegioExpress RE 1, RE 2, RE 3, RE 4, RE 5, RE 6, RE 10, RE 11, RE 13 e RE 19, dalla linea regionale RB 38 e dalle linee S 1, S 6, S 8, S 11, S 28 e S 68 della S-Bahn.

### Esplicative
1. ↑  Abbreviazione di Düsseldorf Hauptbahnhof, letteralmente "Düsseldorf stazione principale".

### Bibliografiche
1. ↑   Schnellverkehrsplan VRR (PDF), su vrr.de. URL consultato il 4 maggio 2019 (archiviato dall'url originale il 15 dicembre 2017).